# Rhabdomastix incapax
Rhabdomastix incapax là một loài ruồi trong họ Limoniidae. Chúng phân bố ở miền Cổ bắc.